# Ажарма
Ажарма́ — река в России, в Каргасокском районе Томской области и в Енисейском районе Красноярского края, приток реки Ванжиль. Длина реки составляет 30 км, площадь водосборного бассейна — 727 км².
Образуется слиянием рек Правая и Левая Ажарма. Правая вытекает из болота Ванжильского, Левая — из Ажарминского.

## Бассейн
- 3 км: Буркова пр
- Шестакова лв
- 30 км: Левая Ажарма
  - 3 км: Окуневая
  - 9 км: Пылосовка
- 30 км: Правая Ажарма

## Данные водного реестра
По данным государственного водного реестра России относится к Верхнеобскому бассейновому округу, водохозяйственный участок реки — Обь от впадения реки Васюган до впадения реки Вах, речной подбассейн реки — Васюган. Речной бассейн реки — (Верхняя) Обь до впадения Иртыша.

## Топографические карты
- Лист карты P-45-XXXI,XXXII. Масштаб: 1 : 200 000. Указать дату выпуска/состояния местности.